# Zośkawa
Zośkawa (biał. Зоськава; ros. Зоськово, Zośkowo) – wieś na Białorusi, w obwodzie witebskim, w rejonie orszańskim, w sielsowiecie Mieżawa.
Znajduje się tu stacja kolejowa Smolany, położona na linii Orsza – Lepel.